# شب خطرناک
«شب خطرناک» تک‌آهنگی از گروه موسیقی پراگرسیو راک ترتی سکندز تو مارس است که در ۲۵ ژانویه ۲۰۱۸ منتشر شد. این تک‌آهنگ در آلبوم آمریکا (آلبوم ترتی سکندز تو مارس) قرار داشت.